# 米が瀬町
米が瀬町（こめがせちょう）は、愛知県名古屋市北区にある地名。丁番を持たない単独町名である。住居表示未実施。

## 地理
名古屋市北区中東部に位置する。東は守山区川西一丁目・川西二丁目、西は成願寺町、南は矢田川にある安井町を挟んで辻町、北は庄内川を挟んで楠味鋺。丁目は設定されていない。

## 歴史

### 町名の由来
成願寺町の小字名「米が瀬（よねがせ）」による。江戸期まで春日井郡成願寺村の枝郷であり、『尾張国地名考』には「成願寺村 支村 米ヶ瀬」とある。
「米が瀬」の地名は古く、前身となる地名は平安時代末期までに成立していたと考えられる。1143年（康治2年）の『尾張国安食荘立券文』に「米里」と記載があり、春日井郡安食荘にあった「米里」という里名が「米が瀬」に転じたとされる。語源については、「夜泣く」という意味で、庄内川が夜通し流れていた音に由来するという説もある。

### 行政区画の変遷
- 1971年（昭和46年）11月16日 - 北区成願寺町（字米ヶ瀬）の一部より成立[4]。

## 世帯数と人口
2019年（平成31年）1月1日現在の世帯数と人口は以下の通りである。
| 町丁     | 世帯数  | 人口  |
| -------- | ------- | ----- |
| 米が瀬町 | 305世帯 | 639人 |

### 人口の変遷
国勢調査による人口の推移
| 1995年（平成7年）  | 725人 | [ WEB 5 ] |  |
| 2000年（平成12年） | 824人 | [ WEB 6 ] |  |
| 2005年（平成17年） | 766人 | [ WEB 7 ] |  |
| 2010年（平成22年） | 766人 | [ WEB 8 ] |  |
| 2015年（平成27年） | 752人 | [ WEB 9 ] |  |

## 学区
市立小・中学校に通う場合、学校等は以下の通りとなる。また、公立高等学校に通う場合の学区は以下の通りとなる。
| 番・番地等 | 小学校             | 中学校               | 高等学校 |
| ---------- | ------------------ | -------------------- | -------- |
| 全域       | 名古屋市立辻小学校 | 名古屋市立北陵中学校 | 尾張学区 |

## 交通
町域内に主要道路・鉄道・バスはない。

## 施設
- 名古屋市上下水道局守山下水処理場
- 天寿病院

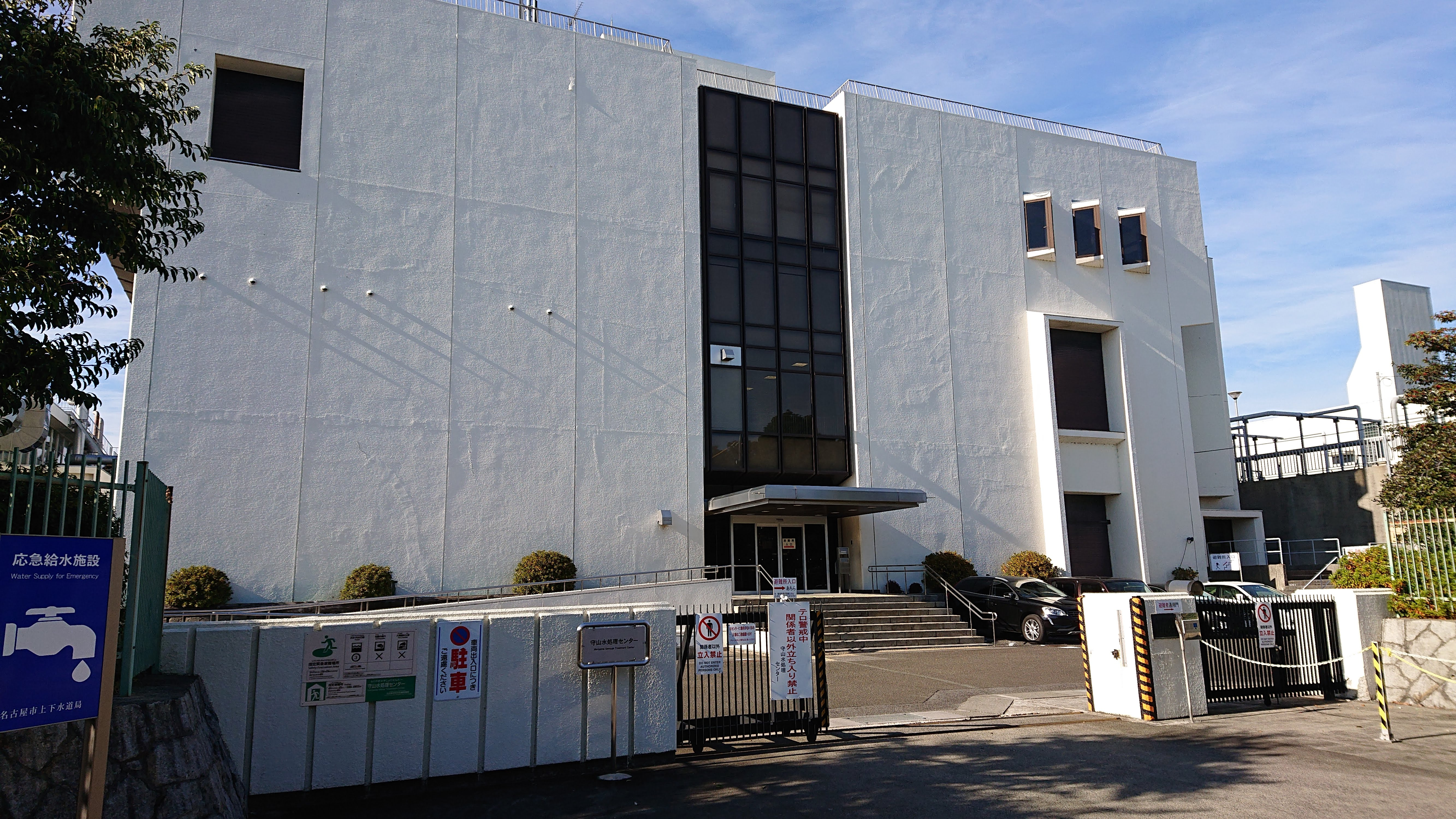
守山水処理センター（2018年12月）

## その他

### 日本郵便
- 郵便番号 : 462-0031[WEB 2]（集配局：名古屋北郵便局[WEB 12]）。

### WEB
1. 1 2  “町・丁目(大字)別、年齢(10歳階級)別公簿人口(全市・区別)”.   名古屋市 (2019年1月23日). 2019年1月23日閲覧。
2. 1 2  “郵便番号”.  日本郵便. 2019年1月6日閲覧。
3. ↑  “市外局番の一覧”.   総務省. 2019年1月6日閲覧。
4. ↑  “北区の町名一覧”.   名古屋市 (2015年10月21日). 2019年1月12日閲覧。
5. ↑  総務省統計局 (2014年3月28日). “平成7年国勢調査の調査結果(e-Stat) - 男女別人口及び世帯数 －町丁・字等” (CSV). 2019年4月27日閲覧。
6. ↑  総務省統計局 (2014年5月30日). “平成12年国勢調査の調査結果(e-Stat) - 男女別人口及び世帯数 －町丁・字等” (CSV). 2019年4月27日閲覧。
7. ↑  総務省統計局 (2014年6月27日). “平成17年国勢調査の調査結果(e-Stat) - 男女別人口及び世帯数 －町丁・字等” (CSV). 2019年4月27日閲覧。
8. ↑  総務省統計局 (2012年1月20日). “平成22年国勢調査の調査結果(e-Stat) - 男女別人口及び世帯数 －町丁・字等” (CSV). 2019年4月27日閲覧。
9. ↑  総務省統計局 (2017年1月27日). “平成27年国勢調査の調査結果(e-Stat) - 男女別人口及び世帯数 －町丁・字等” (CSV). 2019年4月27日閲覧。
10. ↑  “市立小・中学校の通学区域一覧”.   名古屋市 (2018年11月10日). 2019年1月14日閲覧。
11. ↑  “平成29年度以降の愛知県公立高等学校（全日制課程）入学者選抜における通学区域並びに群及びグループ分け案について”.   愛知県教育委員会 (2015年2月16日). 2019年1月14日閲覧。
12. ↑  郵便番号簿 平成29年度版 - 日本郵便. 2019年01月06日閲覧 (PDF)

### 書籍
1. ↑  『日本歴史地名大系第23巻 愛知県の地名』平凡社、1981年、111頁。
2. ↑  「角川日本地名大辞典」編纂委員会　『角川日本地名大辞典 23 愛知県』、角川書店、1989年、578頁。
3. ↑  名古屋市北区役所市民室『北区 私たちのまち』名古屋市北区役所、1979年3月、12頁では個人からの聞き書きとしてこの説を紹介している。
4. ↑  名古屋市北区役所市民室『北区 私たちのまち』名古屋市北区役所、1979年3月、57頁。